# Herrensitz Wünricht

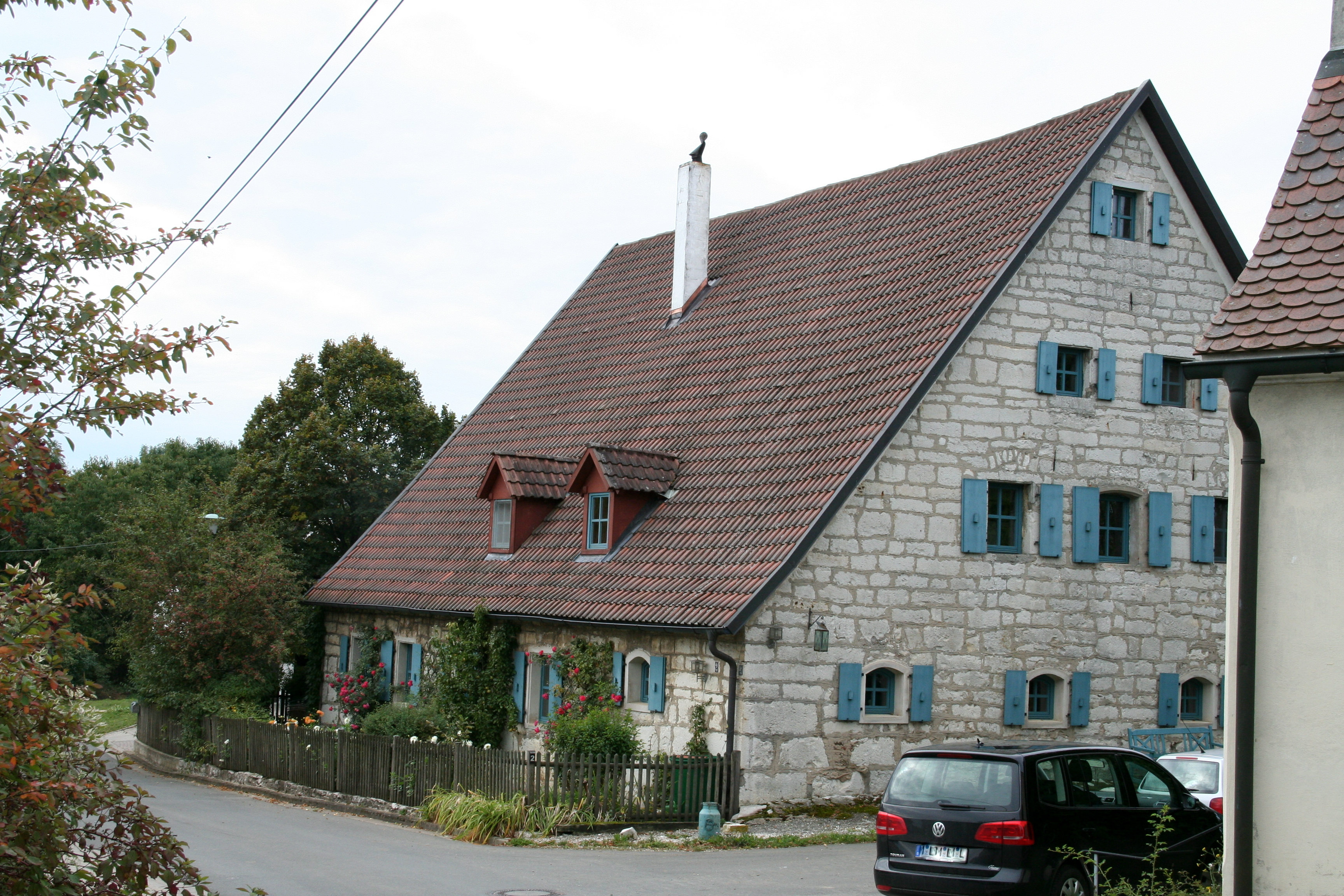
Herrensitz Wünricht (heute Bauernhaus, 2012)

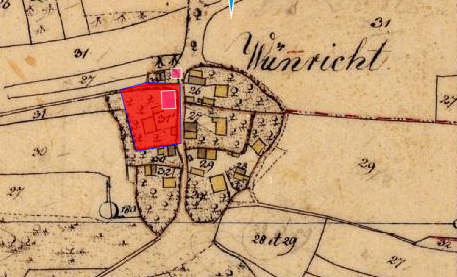
Lageplan des Herrensitzes Wünricht auf dem Urkataster von Bayern

Der abgegangene Herrensitz Wünricht befand sich in Wünricht, einem Gemeindeteil der oberpfälzischen Gemeinde Berg bei Neumarkt in der Oberpfalz im Landkreis Neumarkt in der Oberpfalz von Bayern. Das heutige Wohnhaus ist unter der Aktennummer D-3-73-113-59 als Baudenkmal verzeichnet. „Archäologische Befunde des Mittelalters und der frühen Neuzeit im Bereich des ehem. Edelsitzes in Wünricht“ werden zudem als Bodendenkmal unter der Aktennummer D-3-6634-0125 geführt.

## Geschichte
Die Geschichte des Herrensitzes Unterwall wird bei der Geschichte des Ortes Wünricht dargestellt. Wünricht gehörte zum Hochgericht Haimburg, die Abgaben mussten an das Kastenamt Haimburg geleistet werden.

## Beschreibung
Heute ist der ehemalige Edelsitz das Wohnhaus eines Bauernhofes. Es ist ein eingeschossiger und traufständiger Steildachbau mit Quadermauerwerk aus dem 17./18. Jahrhundert. Unmittelbar nördlich davon befindet sich die Ortskapelle St. Maria.